# V1936 Aquilae
V1936 Aquilae är en ensam stjärna belägen i den norra delen av stjärnbilden Örnen. Den har en skenbar magnitud av ca 15,1 och kräver ett kraftfullt teleskop för att kunna observeras.

## Observation

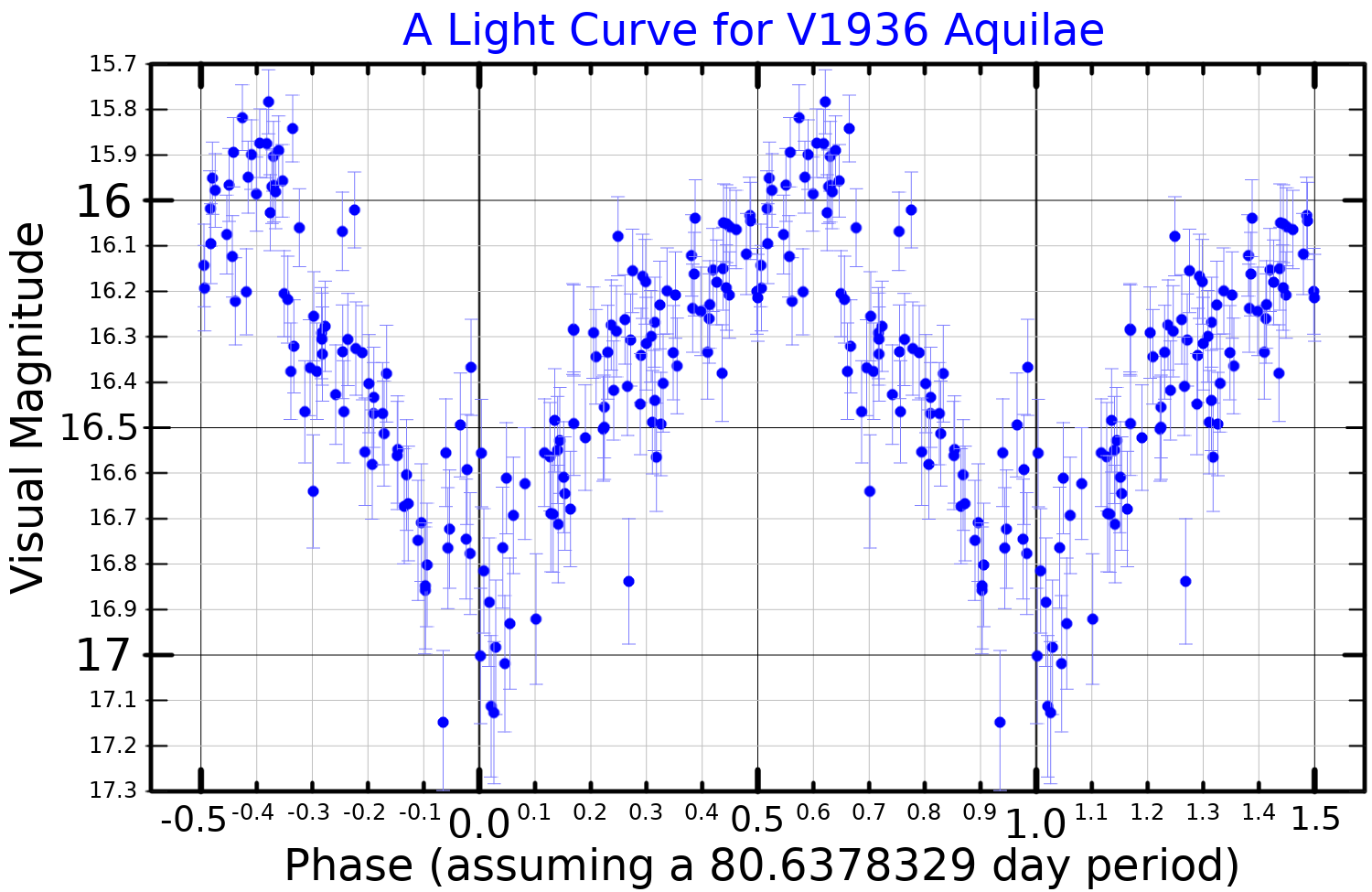
Ljuskurva i visuella bandet för V1936 Aquilae, plottad från ASAS-SN-data

V1936 Aquilae är en blå superjätte och tänkbar lysande blå variabel (LBV) belägen i nebulosan Westerhout 51. Stjärnan identifierades ursprungligen år 2000 som en massiv stjärna och ansågs vara en superjätte av spektraltyp O. Efterföljande analyser har dock visat att den inte är O- utan B-typ, samt att den möjligen är en LBV. Stjärnan visades 2004 vara en variabel stjärna av Luboš Kohoutek och R. Wehmeyer.
V1936 Aquilae är en mycket ljusstark stjärna. Nyligen (2018) genomförda mätningar antyder en bolometrisk ljusstyrka på cirka 560 000 gånger solens, under antagande av ett avstånd på 6 kiloparsec, i överensstämmelse med avståndet till Westerhout 51, den mycket stora H II-regionen (nebulosa) den befinner sig i. Stjärnan har troligen en temperatur på cirka 13 200 K. Stefan-Boltzmanns lag anger en radie på cirka 143 solradier.